# Gilbert Hérail
Gilbert Hérail (zm. 12 grudnia 1200) – dwunasty wielki mistrz zakonu templariuszy w latach 1193–1200.
Był komandorem Jerozolimy i skarbnikiem zakonu za rządów mistrza Arnauda de Toroge. Mistrz Prowansji i Hiszpanii w latach 1184–1190. Mistrz wszystkich zachodnich prowincji zakonu tzw. mistrz Zachodu w latach 1190–1193. Jego działalność jako mistrza zachodnich prowincji, szczególnie w Hiszpanii, spotkała się z bardzo przychylną oceną mu współczesnych, co utorowało mu drogę do urzędu wielkiego mistrza.
Jako wielki mistrz Erail zabiegał o potwierdzenie wszystkich przywilejów zakonu i zdobycie następnych. Umożliwiały to doskonałe stosunki między wielkim mistrzem a papieżem Innocentym III. Chęć pomnażania dóbr ziemskich doprowadziła do konfliktu z joannitami w 1198 o własność lenna między Margat a Velanie w Ziemi Świętej, który to spór został zażegnany dopiero po papieskim upomnieniu obu zakonów.